# SV Ried
O Sportvereinigung Guntamatic Ried i.I., 1912, ou SV Ried, é um clube de futebol austríaco da cidade de Ried im Innkreis. Fundado em 1912, realiza suas partidas como mandante na Keine Sorgen Arena, com capacidade para 7.680 torcedores.
Por motivos de patrocínio, seu nome oficial é SV Josko Fenster Ried.

## História
O clube foi fundado em 5 de maio de 1912, como Sportvereinigung Ried. Começou disputando campeonatos regionais da província da Alta Áustria, da qual a cidade de Ried im Innkreis faz parte. A profissionalização do time chegou ao seu ápice com a subida para a Segunda Divisão nacional, em 1991.
Em 1995, o Ried sobe para a Primeira Divisão pela primeira vez em sua história, se firmando a partir daí como um dos clubes mais bem-sucedidos da Áustria, culminando com o primeiro título do clube: a Copa da Áustria 1998-99. Mantém-se na elite até 2003, quando foi rebaixado.
Retornou em 2005, mantendo-se no escalão principal do futebol austríaco a partir de então. Onze anos depois de se sagrar campeão da Copa da Áustria, o Ried conquistou o bicampeonato da competição.